# 24 frimaire
24 brumaire 24 nivôse
Le quartidi 24 frimaire, officiellement dénommé jour de l'oseille, est le 84e jour de l'année du calendrier républicain.
C'était généralement le 14e jour du mois de décembre dans le calendrier grégorien.